# Cheț, Bihor
Cheț (în maghiară Magyarkéc, colocvial Kéc, a se pronunța "Cheț") este o localitate componentă a municipiului Marghita din județul Bihor, Crișana, România.

 Acest articol despre o localitate din județul Bihor este deocamdată un ciot. Puteți ajuta Wikipedia prin completarea lui.